# Sosnóvaia
Sosnóvaia (en rus: Сосновая) és un poble (possiólok) del krai de Perm, a Rússia, que forma part del raion de Gaini. El 2010 tenia 209 habitants.